# Эшем, Аррон
Аррон Эшем (англ. Arron Asham; род. 13 апреля 1978, Портидж-ла-Прери, Манитоба, Канада) — профессиональный канадский хоккеист, крайний нападающий клуба НХЛ «Нью-Йорк Рейнджерс». Один из самых ярких силовых форвардов НХЛ. Национальность оджибве. Известен своими яркими кулачными поединками с такими хоккеистами как Джон Эрскин, Джей Бигл, Тодд Федорук.

## Биография
В 1996 году был выбран в 3 круге драфта под общим 71-м номером командой «Монреаль Канадиенс». После четырёх сезонов в клубе «Монреаль Канадиенс», он был обменян в «Нью-Йорк Айлендерс» на 5 круг драфта НХЛ 2002 года и на Мариуша Черкавски. После нескольких лет в «Монреале», где он играл в основном в фарм-клубе «Квебек Цитадельс», Эшем стал основным игроком «Нью-Йорк Айлендерс», забив в сезоне 2002/2003 15 голов и отдав 19 передач в 78 играх. После четырёх сезонов с «Островитянами», Аррон Эшем подписал однолетний контракт с «Нью-Джерси Дэвилз» 7 августа 2007 года.
После сезона 2007/08, Эшем стал свободным агентом, на этот раз подписал двухлетний контракт с «Филадельфия Флайерз» 7 июля 2008 года. О подписании контракта с Филадельфией, Эшем прокомментировал так: «Я всегда любил то, как играют «Флайерз» и я вписываюсь сюда. Они играют в жёсткий хоккей, и я всегда восхищался этим. Я всегда думал, что я должен играть здесь и когда появилась возможность прошлым летом приехать сюда, я думал, что это было лучшее место для меня, и место, где я действительно есть шанс выиграть Кубок Стэнли в ближайшие пару лет».
В плей-офф 2009/10, Эшем забил четыре гола, как «Филадельфия Флайерз» оправдала свои ожидания и достигла финал Кубка Стэнли впервые с 1997 года. Однако «Филадельфия Флайерз» уступила команде «Чикаго Блэкхокс» (счет в серии 2:4) Кубка Стэнли, завоевав только серебряные медали.
20 июля 2010 года Аррон Эшем подписал однолетний контракт с «Питтсбург Пингвинз» на сумму $ 700,000. В течение следующего межсезонья, контракт был продлен ещё на один год.
1 июля 2012 года Эшем подписал двухлетний контракт с «Нью-Йорк Рейнджерс», тем самым он сыграл во всех пяти командах в Атлантическом дивизионе за свою карьеру.

## Личная жизнь
У Аарона Эшема трое детей: сын Декстер, две дочери Азилюн и Океане.